# Friedrich Koncilia
Friedrich Koncilia (ur. 25 lutego 1948 w Klagenfurt am Wörthersee) – piłkarz austriacki grający na pozycji bramkarza.

## Kariera klubowa
Karierę piłkarską Koncilia rozpoczął w rodzinnym Klagenfurt am Wörthersee, w tamtejszym klubie Austria Klagenfurt. W sezonie 1965/1966 zadebiutował w jego barwach w austriackiej Bundeslidze. W chwili debiutu liczył sobie 17 lat. Przez cztery sezony był podstawowym bramkarzem zespołu i w 1969 roku odszedł do SV Wattens. Tam z kolei grał przez dwa lata.
W 1971 roku Koncilia został zawodnikiem FC Wacker Innsbruck. Już w 1972 roku osiągnął z nim swój pierwszy sukces, gdy wywalczył mistrzostwo Austrii. W 1973 roku sięgnął z FC Wacker po dublet – mistrzostwo i Puchar Austrii. Będąc zawodnikiem Wackeru jeszcze dwukrotnie zostawał mistrzem kraju (1975, 1977), dwukrotnie wicemistrzem (1974, 1976) i trzykrotnie zdobywcą pucharu (1975, 1978, 1979).
Latem 1979 roku Koncilia przeszedł do Anderlechtu, gdzie rywalizował o miejsce w składzie z Jackim Munaronem. Po pół roku gry w Anderlechcie wrócił do ojczyzny i został piłkarzem Austrii Wiedeń. W latach 1981, 1984 i 1985 wywalczył mistrzostwo kraju, a w 1982 roku Puchar Austrii. W 1985 roku zakończył karierę piłkarską w wieku 37 lat.
| Sezon   | Klub                | Kraj    | Rozgrywki  | Mecze | Bramki |
| ------- | ------------------- | ------- | ---------- | ----- | ------ |
| 1965/66 | Austria Klagenfurt  | Austria | Bundesliga | ?     | ?      |
| 1966/67 | Austria Klagenfurt  | Austria | Bundesliga | ?     | ?      |
| 1967/68 | Austria Klagenfurt  | Austria | Bundesliga | ?     | ?      |
| 1968/69 | Austria Klagenfurt  | Austria | Bundesliga | ?     | ?      |
| 1969/70 | SV Wattens          | Austria | Bundesliga | 30    | 0      |
| 1970/71 | SV Wattens          | Austria | Bundesliga | 30    | 0      |
| 1971/72 | FC Wacker Innsbruck | Austria | Bundesliga | 15    | 0      |
| 1972/73 | FC Wacker Innsbruck | Austria | Bundesliga | 30    | 0      |
| 1973/74 | FC Wacker Innsbruck | Austria | Bundesliga | 24    | 0      |
| 1974/75 | FC Wacker Innsbruck | Austria | Bundesliga | 34    | 0      |
| 1975/76 | FC Wacker Innsbruck | Austria | Bundesliga | 34    | 0      |
| 1976/77 | FC Wacker Innsbruck | Austria | Bundesliga | 36    | 0      |
| 1977/78 | FC Wacker Innsbruck | Austria | Bundesliga | 36    | 0      |
| 1978/79 | FC Wacker Innsbruck | Austria | Bundesliga | 27    | 0      |
| 1979/80 | RSC Anderlecht      | Belgia  | Division 1 | 8     | 0      |
| 1979/80 | Austria Wiedeń      | Austria | Bundesliga | 19    | 0      |
| 1980/81 | Austria Wiedeń      | Austria | Bundesliga | 24    | 0      |
| 1981/82 | Austria Wiedeń      | Austria | Bundesliga | 35    | 0      |
| 1982/83 | Austria Wiedeń      | Austria | Bundesliga | 30    | 0      |
| 1983/84 | Austria Wiedeń      | Austria | Bundesliga | 29    | 0      |
| 1984/85 | Austria Wiedeń      | Austria | Bundesliga | 26    | 0      |

## Kariera reprezentacyjna
W reprezentacji Austrii Koncilia zadebiutował 27 września 1970 roku w zremisowanym 1:1 towarzyskim spotkaniu z Węgrami. W 1978 roku został powołany przez selekcjonera Helmuta Senekowitscha do kadry na Mistrzostwa Świata w Argentynie. Na tym turnieju rozegrał 6 spotkań: z Hiszpanią (2:1), ze Szwecją (1:0), z Brazylią (0:1), z Holandią (1:5), z Włochami (0:1) i z RFN (3:2). Z kolei w 1982 roku był podstawowym bramkarzem Austrii na Mundialu w Hiszpanii. Tam zagrał w 5 meczach: z Chile (1:0), z Algierią (2:0), z RFN (0:1), z Francją (0:1) i z Irlandią Północną (2:2). Od 1970 do 1985 roku rozegrał w kadrze narodowej 84 mecze.